# Все на Матч!
«Все на Матч!» — основная ежедневная информационно-аналитическая программа телеканала «Матч ТВ», включающая в себя репортажи, спортивную аналитику, обсуждения текущих спортивных событий с комментаторами или экспертами, интервью с известными спортсменами, фрагменты трансляций спортивных соревнований. Выходит с 1 ноября 2015 года.

## История
Первый выпуск вышел в эфир в день открытия телеканала «Матч ТВ» 1 ноября 2015 года в 7:00 и стал его самой первой программой. Эфир продолжительностью более трёх часов провели Дмитрий Губерниев и Василий Уткин. 
Первоначально выходила три раза в будни (7:00, 17:00 и 23:00) и два раза в выходные (17:00 и 23:00). В дальнейшем передача стала выходить значительно чаще.
В 2021 году появилась специальная версия передачи — «Все на Матч с Георгием Черданцевым».

## Ведущие программы

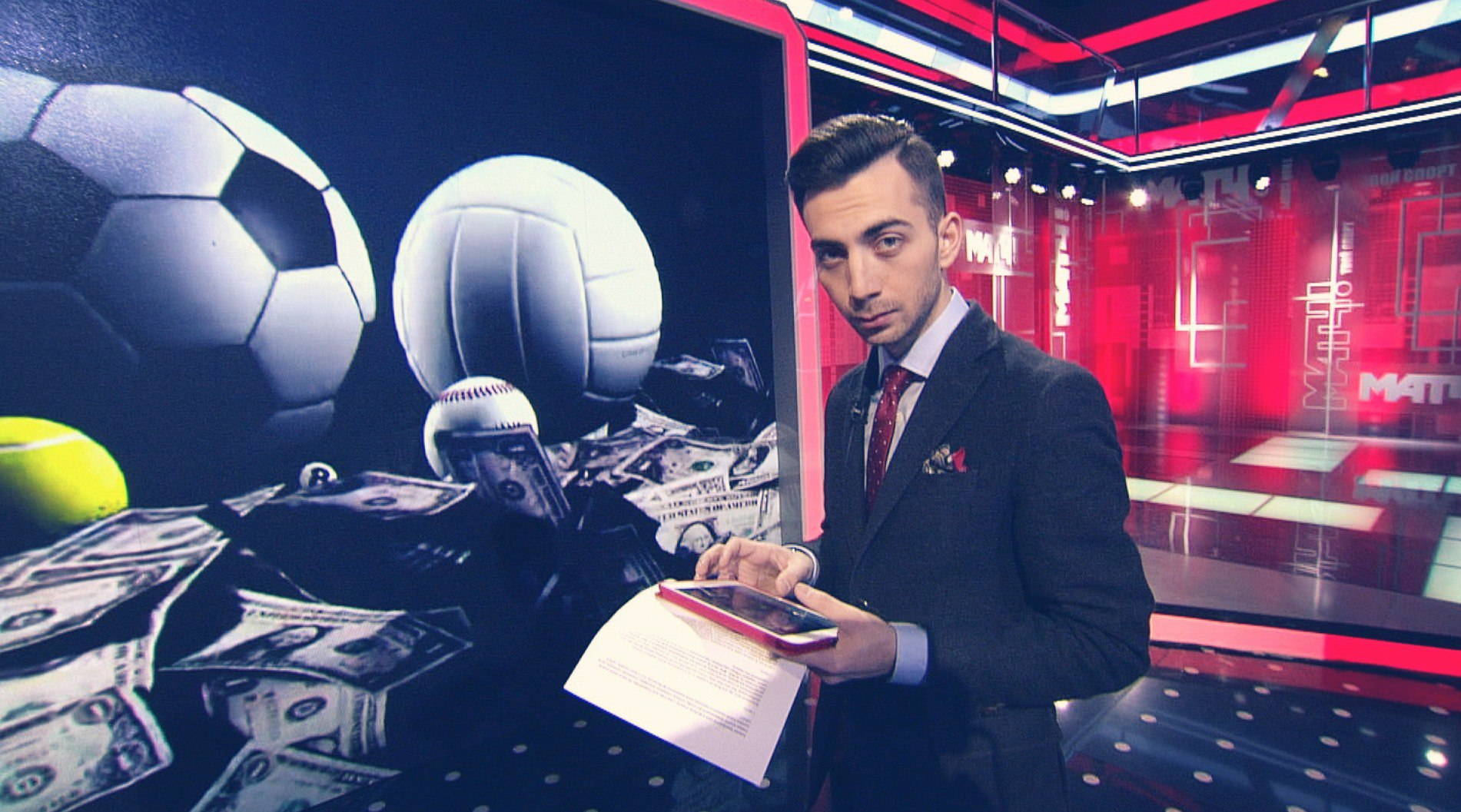
Карен Адамян в студии Матч ТВ

- Карен Адамян (с 2016)
- Сабина Актерина (с 2021)[5]
- Анна Андронова (с 2024)
- Юлия Астахова (с 2025)
- Максим Васильчук (с 2021)
- Яна Батыршина (с 2021)[6]
- Ольга Васюкова
- Алина Габуева (с 2023)
- Дмитрий Губерниев (с 2015)[7]
- Владимир Гучек
- Евгений Евневич
- Анна Кастерова (с 2020)[8]
- Александр Логинов
- Дмитрий Лукашов
- Юлия Маслаченко (с 2015)
- Мария Орзул
- Ольга Петрикова
- Андрей Романов
- Олеся Серёгина
- Илья Трифанов
- Дмитрий Фёдоров
- Камиля Харисова (с 2020)
- Михаил Цыбулин
- Юлия Шарапова
- Дмитрий Шнякин
- Илья Юдин
- Маргарита Юргенсон

### Бывшие ведущие
- Владимир Стогниенко (2015—2016)[2][9]
- Василий Уткин (2015—2016)[2]
- Георгий Черданцев (2015)[7]
- Павел Занозин (2015—2017)[10]
- Мария Командная (2015—2017)
- Михаил Моссаковский (2015—2021)[11]
- Михаил Поленов (2015—2022)[12]
- Дмитрий Жичкин
- Софья Тартакова (2015—2022)[13]
- Яна Ромашкина (2022—2024)
- Анжелика Стубайло (2023)[14]

Отдельные выпуски вели различные известные российские спортсмены, среди которых Александр Кержаков (2015), Евгения Медведева и другие.

## Награды и номинации
- 2018 — «Национальная спортивная премия» в категории «Спортивный парнас»[17]
- 2018 — Номинация на премию «ТЭФИ» в категории «Информационная программа»[18]
- 2019 — Номинация на премию «ТЭФИ» в категории «Информационная программа»[19]
- 2025 — Номинация на премию «ТЭФИ» в категории «Спортивное шоу / программа»[20]

## Скандалы
- 14 июня 2021 года передачу, посвящённую Евро-2020, посетила Ольга Бузова, однако прямой эфир закончился скандалом: ведущего Дмитрия Губерниева Ольга обвинила в оскорблениях и покинула студию со слезами на глазах[21]. Позднее коллега Губерниева Илья Трифанов заявил, что Бузову пригласили в программу «ради хайпа»[22].